# Amor a l'Argentina
Amor a l'Argentina (títol original: They Met in Argentina) és una pel·lícula estatunidenca de 1941 dirigida per Leslie Goodwins i Jack Hively per a RKO Pictures. Hively va haver d'entrar i acabar la pel·lícula després que Goodwins fos hospitalitzat per pneumònia. Maureen O'Hara interpreta una argentina que s'enamora d'un texà (James Ellison), que intenta comprar un cavall de carreres al seu pare. Està subtitulada al català.
Va ser una de les nombroses pel·lícules de Hollywood de la dècada de 1940 produïdes per reflectir la " política del bon veí " dels Estats Units cap als països llatinoamericans. Amor a l'Argentina no va ser ben rebuda pel públic, la crítica i el govern argentí .

## Argument
Tim Kelly és un texà del negoci del petroli que viatja a l'Argentina per licitar uns terrenys. Quan la seva oferta no té èxit, s'uneix amb el seu col·lega Duke Ferrell per comprar al seu empresari un cavall de carreres d'èxit, Lucero, amb l'esperança que això compensi l'oferta fallida. En Tim s'enamora de la Lolita O'Shea, la filla del propietari del cavall de carreres, Don Enrique. Don Enrique està en contra de vendre Lucero, però quan s'adona que la seva filla està enamorada de Tim, li ofereix el cavall de carreres amb la condició que torni immediatament als EUA. Quan la Lolita s'adona que Tim ha marxat, el persegueix a cavall.

## Repartiment
- Maureen O'Hara com Lolita O'Shea
- James Ellison com Tim Kelly
- Alberto Vila com Alberto Delmonte
- Buddy Ebsen com Duke Ferrel
- Robert Barrat com Don Enrique de los Santos O'Shea
- Joseph Buloff com Santiago
- Diosa Costello com Panchita

## Antecedents i producció
A principis de la dècada de 1940, els estudis de Hollywood van produir una sèrie de pel·lícules que reflectien la " política del bon veí " d'Amèrica cap a l'Amèrica Llatina ; Amor a l'Argentina va ser una de les contribucions de RKO Pictures. Amb aquestes pel·lícules ambientades als països llatinoamericans, els estudis esperaven tant atreure un públic a Amèrica Llatina com augmentar l'interès popular a la regió entre el públic estatunidenc. Altres pel·lícules d'aquestes característiques inclouen les produccions de la Twentieth-Century Fox Down Argentine Way (1940) i Blood and Sand (1941).
Amor a l'Argentina es va basar en una història de Lou Brock, que també va ser el productor de la pel·lícula. Brock es va acostar a Rodgers i Hart per marcar la producció. La parella va escriure 12 cançons en total, tot i que només 7 d'elles es van incloure al tall final. Les cançons que apareixen a la banda sonora són "You've Got the Best of Me", "North America Meets South America", "Amarillo", "Lolita", "Cutting the Cane", "Never Go To Argentina" i "Simpatica". Les seqüències de ball van ser coreografiades per Frank Veloz.
Quan Goodwins va ser hospitalitzat per una pneumònia durant la producció, RKO va portar al director veterà Jack Hively per substituir-lo i acabar la pel·lícula.

## Recepció

### Taquilla
La pel·lícula va sortir malament als cinemes i va suposar una pèrdua de 270.000 dòlars.

### Crític
La pel·lícula va rebre crítiques negatives de la crítica, amb Robert Dana al New York Herald Tribune que la va descriure com "un musical nord-americà en el seu pitjor aspecte". El crític de cinema Leonard Maltin el va descriure més tard com un "musical trist". El govern argentí es va manifestar en contra de la distribució de la pel·lícula a Amèrica Llatina.